# Roddino
Roddino é uma comuna italiana da região do Piemonte, província de Cuneo, com cerca de 363 habitantes. Estende-se por uma área de 10,45 km², tendo uma densidade populacional de 36 hab/km². Faz fronteira com Cerreto Langhe, Cissone, Dogliani, Monforte d'Alba, Serralunga d'Alba, Serravalle Langhe, Sinio.

## Demografia
| Variação demográfica do município entre 1861 e 2011                               |
|                                                                                   |
| Fonte: Istituto Nazionale di Statistica (ISTAT) - Elaboração gráfica da Wikipedia |